# 興津仮乗降場

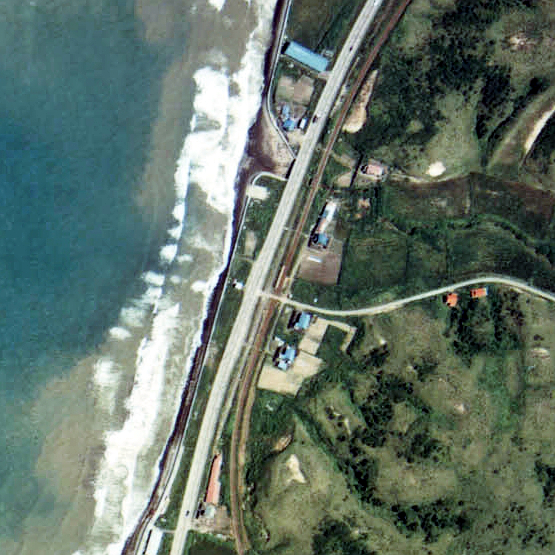
1977年の興津仮乗降場と周囲約500m範囲。上が羽幌方面。周囲にはあまり家屋が無いが、堤防と国道を整備する以前は、海側に幾つか漁業を生業とする民家が立ち並んでいた。整備された国道と羽幌線との間に旧国道が見える。ホームはコンクリート製の簡易型だが、周囲に待合室は見当たらない。

興津仮乗降場（おこつかりじょうこうじょう）は、北海道（留萌管内）苫前郡苫前町字興津にかつて存在した、日本国有鉄道（国鉄）羽幌線の仮乗降場（廃駅）である。羽幌線の廃線に伴い、1987年（昭和62年）3月30日に営業を停止し、廃止となった。

## 歴史
- 1956年（昭和31年）9月1日 - 日本国有鉄道羽幌線の興津仮乗降場（局設定）として開業[1]。
- 1987年（昭和62年）3月30日 - 羽幌線の全線廃止に伴い、営業を停止、廃止（廃駅）となる[1]。

### 仮乗降場名の由来
地名より。アイヌ語の「オコッ（o-kot）」（河口の・谷）に由来するとされる。

## 駅構造
廃止時点で、1面1線の単式ホームを有する地上駅であった。また、廃止時まで仮乗降場であり、無人駅であった。

## 駅周辺
- 国道232号（天売国道/日本海オロロンライン）

## 隣の駅
日本国有鉄道
羽幌線
苫前駅 - 興津仮乗降場 - 羽幌駅